# 래리 핑크
로런스 더글러스 핑크(영어: Laurence Douglas Fink, 1952년 11월 2일 ~ )는 미국의 사업가이다. 미국의 다국적 자산운용사인 블랙록의 공동설립자, 의장, 최고경영책임자이다. 《포브스》에 따르면 핑크의 순자산은 2024년 4월 기준으로 12억 달러이다. 2023년까지 외교협회 이사를 지냈으며 현재 세계 경제 포럼 이사를 맡고 있다.

## 경력

### 퍼스트 보스턴
핑크는 1976년 뉴욕 기반의 투자 은행인 퍼스트 보스턴(First Boston)에서 주택저당증권(MBS) 거래로 경력을 시작했으며, 이내 채권 부서를 담당했다. 2010년 《배너티 페어》의 보도에 따르면, 핑크는 퍼스트 보스턴의 자산을 10억 달러 증식시켰다. 1986년까지 성공적이었던 핑크의 부서는 금리 예측에 실패하며 1억 달러의 손실을 입었으며, 이 경험이 핑크로 하여금 포괄적인 위험관리를 내재화하면서 투자를 할 수 있는 회사를 시작하도록 영향을 주었다.

### 블랙록
1988년 핑크는 블랙스톤 그룹 산하에서 동료들과 블랙록을 공동설립하고 그 이사 겸 최고경영책임자가 되었다. 1994년 블랙록이 블랙스톤에서 분리되었으며, 핑크는 1998년에 회장이 되었다. 블랙록은 1999년에 기업공개를 실시했다.
블랙록은 2006년에 메릴린치와 합병하면서 회사 규모가 두 배로 불어났으며, 2009년에는 바클리즈의 자산운용 사업부를 인수해 세계 최대 운용사가 되었다.